# James Dickson (1815-1885)
 For alternative betydninger, se James Dickson. (Se også artikler, som begynder med James Dickson)
James Jamesson Dickson (født 17. september 1815, død 14. november 1885) var en svensk købmand og mæcen, søn af James Dickson (1784-1855), bror til Oscar Dickson, fætter til Charles Dickson.
Dickson fik 1833 plads på kontoret i sin faders store træ- og jernhandel i Göteborg. I 1837 flyttede han til London, 
hvor han opholdt sig indtil han 1858 overtog ledelsen af det store firma. Han erhvervede sig en mægtig formue, hvormed han øvede stor 
godgørenhed, som også en hel række göteborgske institutioner nød godt af: sygehjem, skoler og biblioteker. Göteborg overlæssede ham da også med kommunale hverv. Med stor gavmildhed understøttede han videnskabsmænd og kunstnere. I sit testamente skænkede han 630000 kroner til göteborgske institutioner og gav derved et eksempel, som hans slægt siden har fulgt. 